# Грабович Іларіон Михайлович

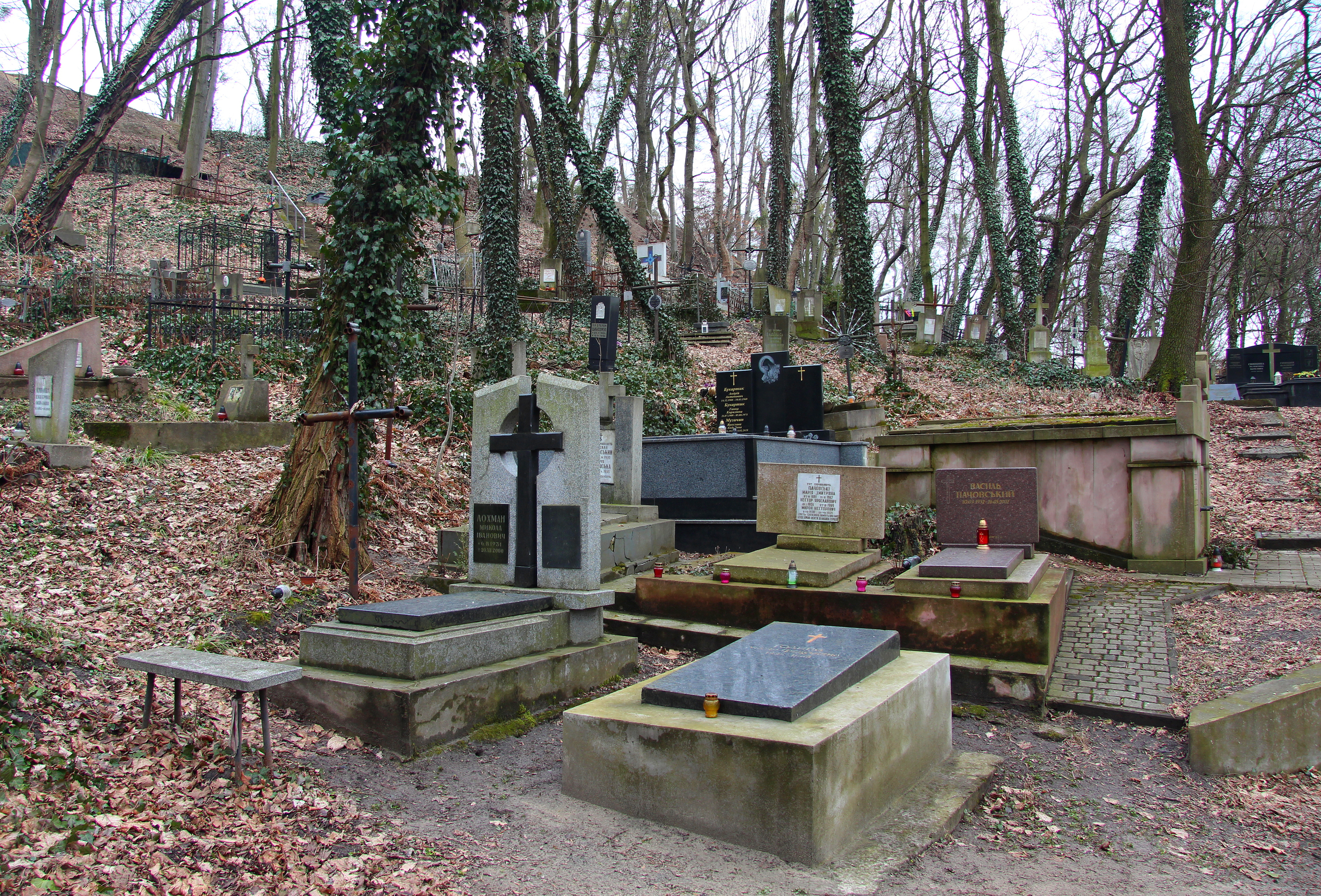

Іларіо́н Михайлович Грабо́вич (18 червня 1856, с. Шманьківці, нині Чортківський район, Тернопільська область — 11 / 24 липня 1903, Львів) — український поет, літературний діяч, публіцист, педагог.

## Життєпис
Іларіон Грабович народився в селі Шманьківці (Чортківський повіт, Королівство Галичини та Володимирії, Австрійська імперія, нині Чортківський район, Тернопільська область, Україна). За даними Богдана Пиндуса та Сергія Ткачова, це було 18 червня (6 червня за старим стилем) 1856 року. Натомість у виданні «Франківська енциклопедія» стверджують (авторка статті — Орися Легка), що Іляріон (Ілярій, Іларіон) Грабович народився 6 червня 1856 року в сім'ї вчителя Михайла Грабовича.
Закінчив філософський факультет Львівського університету (1884, вчитель за фахом). Вчителював у гімназіях Бучача, Самбора, Львова.
Помер, за одними даними, 11 (за іншими 24 липня) 1903 року в м. Львів (Королівство Галичини та Володимирії, Австро-Угорщина, нині Львівська область, Україна). Похований на 31 полі Личаківського цвинтаря, могила не збережена.

## Творчість
Писати почав у середині 1870-х років. Автор невеликої історичної повісті, нарисів, поезій. Співробітник «Зорі», «Діла», «Світу», інших часописів.
Найвідоміші твори:
- «Марта Борецька» (повість, 1880 р., переробка повісті Н. Карамзіна «Марфа Посадниця, або підкорення Новгорода»),[1]
- «Коротка історія Новгорода» (1880),
- «Найкращий великдень» (автобіографічне оповідання, 1882),
- «Заклята темниця»,
- «Вибір поезій» (збірка поезій; Львів, 1905).